# Камісесе Мара
Рату сер Камісесе Мара (6 травня 1920 , Фіджі  — 18 квітня 2004 , Сува ) — політичний діяч Фіджі, його ще називають батьком-засновником сучасної фіджійської нації.

## Життєпис
Народився 6 травня 1920 року на островах Лау в сім'ї вождя (Ту'і Навау) островів Лау Тевти Улуїлакеби III, який мав тонганське походження. Навчався у королівській вікторіанській школі на Фіджі, в католицькому коледжі в Окленді (Нова Зеландія), у 1942—1945 роках здобув вищу медичну освіту в Університеті Отаго, вищу освіту як історика у Вадгем Коледжі у Оксфорді (Велика Британія) в 1945—1949 роках.
З 1950 року працював у колоніальній адміністрації Фіджі, з 1963 року також мав титул вождя. Засновник і голова партії Альянсу, в 1967—1970 роках — головний міністр колонії Фіджі.
У 1970—1987 і 1987—1992 — прем'єр-міністр Фіджі, президент Фіджі 1993—2000 років, багато разів був міністром закордонних справ Фіджі.
Помер 18 квітня 2004 року.